# Gravity Rush
Gravity Rush (Originaltitel: Gravity Daze/Guraviti Deizu) ist ein 2012 erschienenes Action-Adventure für die tragbare Spielkonsole PlayStation Vita, entwickelt von Team Gravity/Project Siren des SCE Japan Studio und veröffentlicht von Plattformanbieter Sony. Als Gravity Rush Remastered folgte Ende 2015/Anfang 2016 eine von Bluepoint Games entwickelte, erweiterte Umsetzung für die PlayStation 4. Im Januar 2017 erschien der direkte Nachfolger Gravity Rush 2 exklusiv für die Playstation 4.

## Handlung
Ohne Erinnerung wacht eine junge, blonde Frau in einer Großstadt auf. Begleitet wird sie von einem mysteriösen schwarzen Kater, dem sie den Namen Dusty gibt. Rasch bemerkt sie, dass sie die Fähigkeit besitzt, für sich die Schwerkraft zu manipulieren. So rettet sie einen kleinen Jungen aus einem Gravitationssturm und hilft den Bewohnern der Stadt gegen „Nevi“ genannte Monster. Die Bewohner erkennen in ihr einen sogenannten „Shifter“, wobei sie sich selbst darunter zunächst wenig vorstellen kann. Da sie sich an ihren eigenen Namen nicht erinnern kann, erhält sie später vom Polizisten Syd, aufgrund ihres Katers, den Namen Kat. Kat erkennt, dass ihre Fähigkeit, die Schwerkraft zu verändern, mit ihrem Kater zusammen hängt.
Kat beginnt den Bewohnern der Stadt Hekseville zu helfen, indem sie Stadtteile zurückbringt, die zuvor durch Gravitationsstürme und die Nevi von der Stadt abgetrennt wurden und sich in Zwischendimensionen befinden, in die sie Gade, ein „Schöpfer“ bringt. Sie begegnet schließlich einem anderen weiblichen Shifter, der grimmigen Raven, die ihr aber feindselig gegenüber steht und sie, zu Kats Unverständnis, bekämpft. Als „Gravitationskönigin“ erlangt Kat Beliebtheit in der Bevölkerung, eine Einladung des Militärs, diesem beizutreten, schlägt sie aber aus.
Hekseville ist eine Stadt in den Wolken, die sich um eine gigantische Säule windet, die scheinbar endlos nach unten reicht. Um den verlorenen Brief einer Frau, ihr letztes Andenken an ihren verstorbenen Freund, zu finden, reist Kat die Säule hinab. Dort trifft sie erneut auf Raven, die sie angreift. Weit unter Hekseville gelangt Kat in die Stadt Boutoume, wo Kinder und Jugendliche leben, die vom Himmel gestürzt sind und nun verzweifelt auf Rettung warten. Sie leben unter der Bedrohung des riesigen Nevi-Monsters Nushi, das nur Kat und Raven gemeinsam besiegen können. Raven erklärt ihre Abneigung, da sie der Ansicht war, Kat würde den zwielichtigen D'nelica unterstützen.
Die Siedlung droht langsam, aber unaufhörlich, zu sinken und zu verschwinden. Cyanea, ein mysteriöses Mädchen der Siedlung, versetzt Kat in einen Trancezustand. In diesem erkennt Kat, dass sie aus einer weit oben gelegenen Stelle der Weltensäule stammt, sie eine hohe Position bekleidete, aber auch eine schwere Bürde zu tragen hatte.
Durch aus diesem Zustand neu gewonnene Kräfte, schafft es Kat, eine „Arche“, ein altes steinernes Luftschiff, zu aktivieren, das die Kinder zurück nach Hekseville bringen soll. Dabei wird sie aber von Raven und den Kindern getrennt. Als sie später alleine Hekseville erreicht, stellt Kat verwundert fest, dass offenbar ein Jahr vergangen ist. Auch von den Kindern fehlt jede Spur, nur auf Cyanea trifft Kat. Kat erkennt, dass in diesem vergangenen Jahr die Angriffe der Nevi auf Hekseville stark zugenommen haben, weswegen nun D'nelica Bürgermeister ist, der eine straffe Militärdiktatur errichtete, mit dieser aber immerhin bislang alle Angriffe abwehren konnte. Schließlich erscheint das Nevi-Monster Nushi in der Stadt. Doch bevor Kat es besiegen kann, wird es beiläufig von Yunica vernichtet, einer Art weiblicher Cyborg, in Diensten des Militärs.
Kat hilft einem unbeholfen wirkenden Wissenschaftler, der vorgibt, die Nevi zu studieren. Dieser stellt sich jedoch als hochrangiger Wissenschaftler des Regimes heraus, der die Absicht hegte, Kats Kräfte zu rauben, wozu Dusty eingefangen wird. Dieser entwickelte zudem die Geheimwaffe „Seeanemone“, mit der D'nelica die Nevi kontrollieren und mit deren Kraft seine Macht ausbauen möchte. Dieser Plan schlägt fehl und die Seeanemone, angetrieben durch Nevi, droht, die gesamte Stadt zu zerstören. Kat, mit dem befreiten Kater, und Yunica schaffen es zwar, die Waffe zu beschädigen, doch droht der Selbstzerstörungsmechanismus, den D'nelica gleichgültig angeordnet hat, weiterhin die Stadt zu vernichten. Nur durch vereinte Kräfte schaffen es Kat, Yunica, Raven, Cyanea und Gade die Bedrohung zu beseitigen und die Stadt zu retten. Die Seeanemone explodiert weit über der Stadt und vernichtet so auch das Luftschiff des flüchtenden D'nelica. Gerneaux, ein Offizier der Armee, erinnert sich an eine Prophezeiung, über den Vorboten einer Katastrophe, der aus einer oberen Welt fällt, womit er sich auf Kat bezieht.

## Spielprinzip
Die Besonderheit der Spielmechanik ist, dass Spielfigur Kat für sich selbst die Schwerkraft beeinflussen und für sich nach Belieben Anziehungspunkte erschaffen kann. Auf Knopfdruck und Ausrichtung mit dem rechten Stick ändert sich also der jeweilige Anziehungspunkt, auf den Kat dann zufliegt, bzw. vielmehr fällt. Jede Ebene, kopfüber oder vertikal, kann Kat so als Bezugspunkt dienen, wobei auch das Schweben auf der Stelle möglich ist. Dies ist nicht unbegrenzt möglich, eine aufladbare Leiste gewährt ihr diese Fertigkeit. Ist diese leer, gilt auch für Kat wieder die normale Schwerkraft. Verschiedene Fertigkeiten lassen sich wie in einem Rollenspiel ausrüsten und aufwerten. Die offene Spielwelt lädt zum Erkunden ein und bietet neben der Haupthandlung zahlreiche Nebenaufgaben.
Gesprochen wird im Spiel eine Fantasiesprache, laut Kritikern phonetisch eine Mischung aus Japanisch und Französisch. Die Handlung selbst wird dabei in untertitelten Comicstandbildern voran getrieben.

## Entwicklung
Laut Artdirector Keiichiro Toyama, der zuvor an Survival-Horror-Spielen wie Silent Hill oder Siren mitwirkte, entstanden erste Pläne und Konzepte zu Gravity Rush bereits zehn Jahre vor Veröffentlichung des Spieles. Die eigentliche Entwicklung begann 2008 unter dem Projektnamen Gravité (französisch: Schwerkraft). Als visuellen Einfluss nennt er die Werke des Comiczeichners Jean Giraud (Moebius), der Cel-Shading-Stil der Figuren soll bewusst eine Mischung aus Anime und westlichen Comics sein.
In Japan wurde das Spiel unter dem Namen GRAVITY DAZE/重力的眩暈:上層への帰還において彼女の内宇宙に生じた摂動 (Guraviti Deizu/Jūryoku-teki Memai: Jōsō e no Kikan ni Oite, Kanojo no Nai-Uchū ni Shōjita Setsudō) veröffentlicht (deutsch etwa: Gravitationsschwindelgefühl: Die Störung ihres inneren Raumes, verursacht durch die Heimführung der oberen Schicht). Für westliche Veröffentlichungen setzte Sony dagegen auf den griffigeren Titel Gravity Rush.
Nach der Veröffentlichung des Spieles für die Playstation Vita erschienen drei Downloaderweiterungen, das Hausmädchen-, das Militär- und das Spionpaket, die jeweils neue Handlungsstränge, Kostüme und Herausforderungen boten. In der Remastered-Version für die PS4 waren all diese Inhalte bereits enthalten.

## Rezeption
Die Kritiken zu Gravity Rush fielen insgesamt sehr positiv aus. Matthias Schmid von der Zeitschrift M! Games lobte vor allem das unverbrauchte Spielkonzept. Den Grafikstil, „eine Mischung aus Cel-Shading-Look und Studio-Ghibli-Anime-Ästhetik“ nennt er „sehr ansehnlich“. Zwar kritisiert er „anfangs platte Dialoge“, hebt die „spannende Handlung“ insgesamt aber hervor.

„Denn während das makellose Touch-Interface, das Schnellreise-System oder die bombigen Comic-Sequenzen wie aus einem Guss wirken, stolpert Kat vor allem in den ersten Stunden nicht nur über nervige Kanten, sondern auch über die im freien 3D-Raum gewöhnungsbedürftige Kameraführung sowie viele gleichförmige Monsterkämpfe mit gesichtslosen Blob-Schergen. Wer die jedoch links liegen lässt, erlebt ab dem zweiten Spieldrittel ein optisch berauschendes, unkonventionelles Action-Abenteuer mit atmosphärischem Soundtrack und spannender Geschichte.“

„Es ist ungemein faszinierend, nicht einfach zu fliegen, sondern wie ein nasser Sack hunderte Meter in eine beliebige Richtung zu plumpsen, um dort auf einer Häuserwand quer stehen zu bleiben! (...) Was an erzählerischen Facetten fehlt, macht der fantasiereiche Schauplatz wett. Und obwohl ich insgesamt eine größere spielerische Vielfalt vermisse, begeistert mich selbst nach dutzenden Stunden noch die einzigartige Bewegungsfreiheit. „Der Himmel ist die Grenze“, sagt eine englische Redewendung. Hier suche ich mir eine beliebige Grenze - und fliege einfach darauf zu.“

## Anime
Im Dezember 2016 veröffentlichte Sony auf YouTube den rund 20-minütigen Anime Gravity Rush: The Animation - Overture. Dieser soll die Lücke zwischen Gravity Rush und dem Nachfolger Gravity Rush 2 schließen. Beklagten sich viele Spieler zudem über offene Fragen des Spieles, so werden diese im Nachfolger beantwortet.